# Mine d'uranium de McArthur River
Ne doit pas être confondu avec Mine de zinc de McArthur River.
La mine d'uranium de McArthur River est une mine souterraine d'uranium située dans le nord de la Saskatchewan au Canada, à 620 km au nord de la ville de Saskatoon et à 80 km au nord-est de l'usine de concentration de l'uranium de Key Lake. La mine de McArthur emploie 275 personnes. Elle est détenue à 69,805 % par Cameco et à 30,195 % par Orano Mining (ex-Areva Resources Canada et ex-COGEMA).
C'est la plus grande mine d'uranium au monde. Le gisement d'uranium, situé dans le bassin sédimentaire de l'Athabaska, est exploité à une profondeur de 500 à 600 mètres. En 2014, sa production représente environ 7 356 tonnes d'uranium, soit 13 % de la production mondiale.
Le gisement a été découvert en 1988. En 1997, le projet minier est lancé par la société Cameco au nom de la McArthur River Joint Venture, et il est approuvé par Anne McLellan, ministre canadienne des ressources naturelles. La construction a commencé en 1997, et son exploitation commerciale le 6 décembre 1999. Celle-ci étant a son plein potentiel dès 2000.
Pour contenir les nappes d'eau souterraines, des centaines de tuyaux dans lesquels circulent de l'ammoniac à - 35 °C créent un mur de glace protecteur autour du gisement d'uranium. En avril 2003, une forte inondation interrompt les activités de la mine pendant 3 mois,.
En octobre 2013, Cameco veut renouveler ses licences d'exploitation pour les mines de Key Lake, McArthur River et Rabbit Lake pour une période de 10 ans. Or le groupe écologiste Sierra Club soutient que l'uranium radioactif et les métaux lourds (mercure, ...)  polluent dangereusement l'air et l'eau, et la nourriture tirée de la chasse (Caribou, ...). Les communautés autochtones exigent une évaluation environnementale indépendante. La Commission canadienne de sûreté nucléaire tient deux jours d'audiences publiques à La Ronge.
Le 26 août 2014, le syndicat des Métallos de la section locale 8914 annonce son intention d'entamer une grève à minuit le 30 août 2014. En réponse à ce préavis de grève, Cameco interrompt les activités des mines de McArthur River et de Key Lake. L'arrêt de travail concerne environ 535 employés syndiqués sur les deux sites de MacArthur River et Key Lake. Puis la grève s'est arrêtée après que Cameco a établi une convention collective provisoire avec les employés syndiqués.